# Johann Caspar von Rueff
Johann Caspar von Rueff, auch Johann Caspar Ruef, (* im 18. Jahrhundert; † im 18. Jahrhundert) war ein wirklicher Hofrat und kurfürstlich bayerischer Leibarzt des Kurfürsten Maximilian Joseph.

## Leben
Johann Caspar Ruef war Garnisons- und Stadtphysicus in der kurbayerischen Grenzstadt Schärding, wirkte 20 Jahre als wirklicher Hofrat und Leibmedicus in Passau und wurde in der Zeit um 1763 Leibmedicus des bayerischen Kurfürsten Maximilian Joseph in München.
Im Jahr 1761 wurde er als auswärtiges Mitglied in die Kurbayerische Akademie und am 22. Februar 1770 unter der Präsidentschaft des Mediziners Ferdinand Jakob Baier mit dem akademischen Beinamen Theombrotus unter der Matrikel-Nr. 727 als Mitglied in die Kaiserlich Leopoldinisch-Carolinische Akademie der Naturforscher aufgenommen.

## Schriften
- Epitome de recondita febrium acutarum natura et de earum curatione. Osten, Monachii 1772 (Digitalisat)
- Johann Caspar Ruef's Unterricht von Criminalfällen, und wie sich ein Arzt in Abgebung seines Gutachten hierüber zu verhalten habe. Nebst einem Anhang von der Hornviehseuche. Schwarzkopf, Nürnberg 1777 (Digitalisat)
- Consultationes Medicæ Sive Commercium Literarum Quod Habuit Cum Celeberrimis In Arte Medica Viris Joannes Casparus Ruef Serenissimi Elect. Bav. Consilarius, Et Archiater Actualis, Et Academiæ Nat. Cur. Collega, Nun Revisum, Ac in Juniorum Maxime Gratiam Juris Publici Factum: Cum Appendice De Succincta Febrium Acutarum Curatione. Wagner, Augustæ Vindelicorum 1777 (Digitalisat)